# Juan Giménez de Aguilar

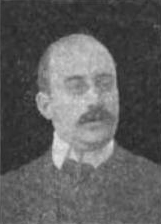
Retrato de Juan Giménez de Aguilar

Juan Giménez de Aguilar y Cano (Cuenca, 20 de enero de 1876-Alcalá de Henares, 17 de febrero de 1947) fue un escritor, profesor y periodista español. Catedrático de Ciencias Naturales en el Instituto de Cuenca, está considerado como uno de los primeros divulgadores de la Ciudad Encantada, en la que hizo de anfitrión y guía para visitantes pioneros como los escritores Pío Baroja o Federico García Lorca, pintores como Joaquín Sorolla, científicos como Cajal o filósofos como José Ortega y Gasset.

## Biografía
Nacido el 20 de enero de 1876 en una familia acomodada de la capital conquense castellana, fue bautizado con el nombre de Juan Jiménez Cano (que luego modificaría por su nombre periodístico). Catedrático de Ciencias Naturales desde marzo de 1906, tras ejercer en  Cabra (Córdoba), consiguió el traslado a su ciudad natal. Junto con Rodolfo Llopis (su introductor a la masonería) y otros colaboradores (entre ellos Pío Baroja y Odón de Buen) publicó en 1923 la primera Guía de Cuenca, temprano manual de un entonces inexistente planteamiento turismo (que luego sería plagiada). Nombrado en 1931 delegado provincial de Bellas Artes, trabajó en el catálogo del fondo artístico conquense y lo protegió durante la Guerra Civil Española, como miembro de la Junta de Incautación y Protección del Patrimonio Artístico (tarea que tras la victoria del franquismo sería deformada y manipulada creando un leyenda negra en torno a su persona y su actividad.
A lo largo de su vida periodística fue redactor-jefe del diario El Mundo y escribió en diversas publicaciones, entre ellas Castilla, revista regional ilustrada, de la que fue subdirector en Cuenca, Vida Manchega y varias publicaciones socialistas como La Lucha (década de 1920), Electra (1930-31), República (1931-32) y el Heraldo de Cuenca (1935).
En 1936 fue becado por la JAE para viajar a Italia y Francia (para el estudio de Geología del Periodo Secundario), pero no pudo hacerlo al producirse el golpe de Estado en España de julio de 1936. Detenido en su puesto de trabajo, en Cuenca, el 29 de marzo de 1936, fue encarcelado en la prisión provincial y condenado a muerte. En 1940 se le conmutaría la pena máxima por la de treinta años de prisión. En 1947, residiendo en Alcalá de Henares, cuya cárcel había sido la última en la que estuvo preso, murió a los setenta y un años de edad.

## Obras
- La Ciudad Encantada: (Colección de artículos de propaganda y con vistas de los callejones de Valdecabras y Las Majadas) (1916)
- El abismo de la Noguerilla en La Frontera (Cuenca) (1927)
- Cercanías de Cuenca: Palomera y Los Molinos (1932)
- Vademecum del visitante de la catedral de Cuenca (póstumo, 1950)
- Tierra fragosa: la región kárstica conquense (póstumo, 1985)
- Viaje Al Hilo de Cuenca (póstumo, 1995)